# IC 1118
IC 1118 = IC 4543 ist eine Spiralgalaxie vom Hubble-Typ S im Sternbild Schlange am Nordsternhimmel. Sie ist schätzungsweise 303 Millionen Lichtjahre von der Milchstraße entfernt und hat einen Durchmesser von etwa 90.000 Lj. 

Im selben Himmelsareal befindet sich u. a. die Galaxie NGC 5926.
Das Objekt wurde am 29. Juli 1891 von dem französischen Astronomen Stéphane Javelle entdeckt.